# Cardiff Grange Quins
Cardiff Grange Harlequins (ook bekend als de Grange Harlequins AFC is een voetbalploeg uit Wales die uitkomt in de League of Wales. De club werd opgericht in 1935 en speelt zijn thuiswedstrijden in het Leckwith Stadium in Cardiff, waar 5000 toeschouwers in plaats kunnen nemen.

## Geschiedenis
De ploeg nam in het seizoen 1993/94 voor het eerst deel aan de Welsh Football League Division 3 en heeft zich sindsdien in een hoog tempo weten op te werken in het competitievoetbal in Wales.
In het eerste seizoen wist de club een tweede plaats te behalen in de derde divisie, waarmee de ploeg rechtstreeks promoveerde naar Division 2. In 1996 werd in die competitie het kampioenschap (en daarmee rechtstreekse promotie) behaald. Deze titel kwam echter wel tot stand nadat concurrent Pontardawe Town acht punten in mindering kreeg. Na enkele jaren te hebben gebivakeerd in de eerste divisie degradeerde de club in 1999, waarna de naam werd veranderd in Portos Grange Harlequins.
Na maar liefst vier jaar te hebben gespeeld in de tweede divisie werd het seizoen 2002/03 afgesloten als nummer twee en promoveerden de Quins weer. Het seizoen daarop verliep uitstekend voor de club en resulteerde in een derde plaats in de eerste divisie, waarmee net geen promotie werd afgedwongen. Het seizoen erop verliep nog beter voor de club en middels een tweede plaats (door een slechter doelsaldo werd het kampioenschap niet behaald) mocht de ploeg in het seizoen 2005/06 voor het eerst spelen op het hoogste niveau in Wales: de League of Wales.
Ondanks het feit dat de ploeg eigenlijk Grange Harlequins AFC heet en ook onder die benaming staat geregistreerd bij de nationale voetbalbond (de FAW), mag de plaatsnaam Cardiff in de clubnaam worden gebruikt. De reden hiervoor is dat mensen zich op die manier makkelijker kunnen identificeren met de club. De huidige thuisbasis, Leckwith (officieel Cardiff Athletics Stadium genaamd), zal binnenkort worden gesloopt en in de plaats daarvan zal enkele meters verderop een gloednieuw stadion worden gebouwd.
Sinds de teloorgang van de stadsgenoot Inter Cardiff (een club met een respectabele geschiedenis binnen het Welsh voetbal) werden de Grange Harlequins gezien als de belangrijkste vertegenwoordiger van de stad in de nationale competitie (dit omdat het grote Cardiff City uitkomt in het Engelse voetbal). Gedurende het seizoen 2012-13 trik de club zich echter terug uit de League en speelt momenteel in de onderste regionen van het Welshe amateurvoetbal.

## Huidige stand van zaken
In de League of Wales verloopt het seizoen 2005/06 niet geheel vlekkeloos voor de Cardiff Grange Harlequins. Na 20 speelronden staat de club op de laatste plaats in de competitie (laatst bijgewerkt op 28 januari 2006) en heeft de ploeg al vier managers versleten, te weten:
- Paul Giles (2003 - november 2005)
- Mal Camilleri (november 2005 - december 2005)
- Gary Proctor (december 2005 - december 2005)
- Stephen May (december 2005 - heden)

## Prijzen
- Kampioen Welsh Football League Div. 2: 1996